# Tomáš Sýkora (Eishockeyspieler, 1990)
Tomáš Sýkora (* 4. Juli 1990 in Banská Bystrica, Tschechoslowakei) ist ein deutsch-slowakischer Eishockeyspieler, der seit Januar 2024 bei den Dresdner Eislöwen aus der DEL2 unter Vertrag steht und dort auf der Position des linken Flügelstürmers spielt. Zuvor absolvierte Sýkora unter anderem über 300 Partien in der slowakischen Extraliga und gewann darüber hinaus sowohl mit dem KS Cracovia als auch GKS Tychy die Polnische Meisterschaft. Sein Onkel Otto Sýkora war ebenfalls professioneller Eishockeyspieler.

## Karriere
Tomáš Sýkora begann seine Eishockeykarriere bei seinem Heimatklub HC 05 Banská Bystrica, wo er von der U18 bis zur Herrenmannschaft spielte. In der Saison 2007/08 gewann er die Meisterschaft in der zweiten Liga, trug allerdings nur zwei Spiele bei. 2010 wechselte Tomáš in die zweitklassige 1. Liga innerhalb der Slowakei zum HK Brezno, wo er in nur 15 Spielen sehr zu überzeugen wusste und 24 Scorerpunkte erzielte.

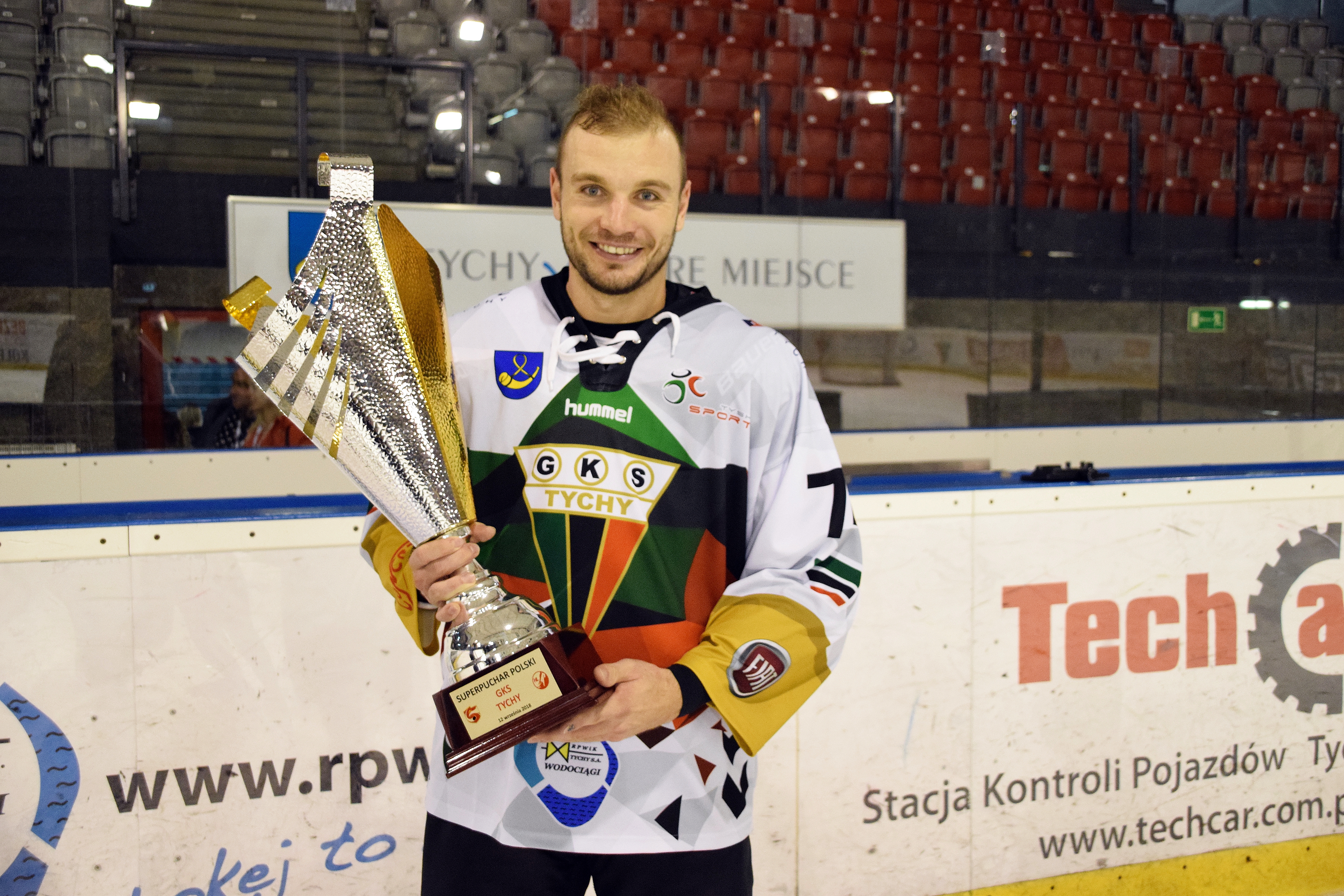
Sýkora mit dem Superpuchar Polski (2018)

Der slowakische Eishockeystürmer kam nach seiner kurzen Zeit beim HK Brezno beim damaligen tschechischen Zweitligisten HC Chrudim unter und wechselte anschließend in die slowakische Extraliga zum MsHK Žilina und schnürte zwei Spielzeiten lang seine Schlittschuhe für den Verein. Der HK Poprad verpflichtete den Stürmer zur Saison 2013/14. In der Spielzeit 2015/16 absolvierte Sýkora 40 Spiele für den PSG Zlín, konnte allerdings nicht die erhofften Leistungen bringen und spielte in der Folgesaison erneut für den MsHK Zilina und den HK Dukla Trenčín in seiner slowakischen Heimat sowie für den KS Cracovia in der Polska Hokej Liga (PHL). Für den KS Cracovia spielte der Stürmer auch über die Saison 2016/17 hinaus und gewann in der Spielzeit 2017/18 mit der Mannschaft die Polnische Meisterschaft. Sýkora wechselte anschließend zum Ligakonkurrenten GKS Tychy, gewann mit diesem im September 2018 den polnischen Superpokal, schoss in der Saison 2018/19 die meisten Tore der Liga und gewann auch mit Tychy die Meisterschaft.
Zur Saison 2019/20 wechselte Sýkora in die Deutsche Eishockey Liga (DEL) zu den Fischtown Pinguins Bremerhaven. Nach zwei Jahren in Bremerhaven wurde er zur Spielzeit 2021/22 von den Löwen Frankfurt aus der DEL2 verpflichtet. Da er die deutsche Staatsangehörigkeit besitzt, belegte er im deutschen Spielbetrieb keine Kontingentstelle. Mit den Löwen gewann der Stürmer im Frühjahr 2021 die Meisterschaft der DEL2 und erreichte damit den sportlichen Aufstieg in die DEL. Anschließend erhielt er jedoch keinen neuen Vertrag in Frankfurt und wechselte innerhalb Hessens und der Liga zu den Kassel Huskies. Bei den Huskies war der Slowake bis zum Januar 2024 angestellt, bevor er zum abstiegsgefährdeten Ligakonkurrenten Dresdner Eislöwen anschloss. Mit den Eislöwen gelang Sýkora bereits ein Jahr später der Gewinn der Meisterschaft der DEL2, der gleichbedeutend mit dem Aufstieg in die DEL war. Im entscheidenden siebten Finalspiel gegen die Ravensburg Towerstars erzielte er dabei den 2:1-Siegtreffer in der Overtime.

### International
Mit der slowakischen U18-Nationalmannschaft nahm Sýkora an der U18-Junioren-Weltmeisterschaft 2008 teil, bei der er mit dem Team den siebten Platz belegte. Dazu bereitete er in sechs Turniereinsätzen einen Treffer vor. Des Weiteren spielte der Flügelstürmer in der Folge auch für die slowakische U20-Nationalmannschaft, für die er allerdings lediglich im Ligabetrieb der Extraliga zu Einsätzen kam.
Zwischen 2013 und 2015 lief Sýkora zudem in einigen Spielen für die A-Nationalmannschaft auf. Unter anderem kam er im Rahmen der Deutschland Cups in den Jahren 2013 und 2014 zu Einsätzen.

## Erfolge und Auszeichnungen
| - 2008 Meister der 1. slowakischen Liga und Aufstieg in die Extraliga mit dem HC 05 Banská Bystrica - 2017 Polnischer Meister mit dem KS Cracovia - 2019 Polnischer Meister mit dem GKS Tychy | - 2019 Bester Torschütze der Polska Hokej Liga - 2022 DEL2-Meister und Aufstieg in die DEL mit den Löwen Frankfurt - 2025 DEL2-Meister und Aufstieg in die DEL mit den Dresdner Eislöwen |

## Karrierestatistik
Stand: Ende der Saison 2024/25

### International
Vertrat die Slowakei bei:
- U18-Junioren-Weltmeisterschaft 2008

(Legende zur Spielerstatistik: Sp oder GP = absolvierte Spiele; T oder G = erzielte Tore; V oder A = erzielte Assists; Pkt oder Pts = erzielte Scorerpunkte; SM oder PIM = erhaltene Strafminuten; +/− = Plus/Minus-Bilanz; PP = erzielte Überzahltore; SH = erzielte Unterzahltore; GW = erzielte Siegtore; 1 Play-downs/Relegation; Kursiv: Statistik nicht vollständig)